# Société de limonaderies et de boissons rafraîchissantes d'Afrique
Vous lisez un « bon article » labellisé en 2008.

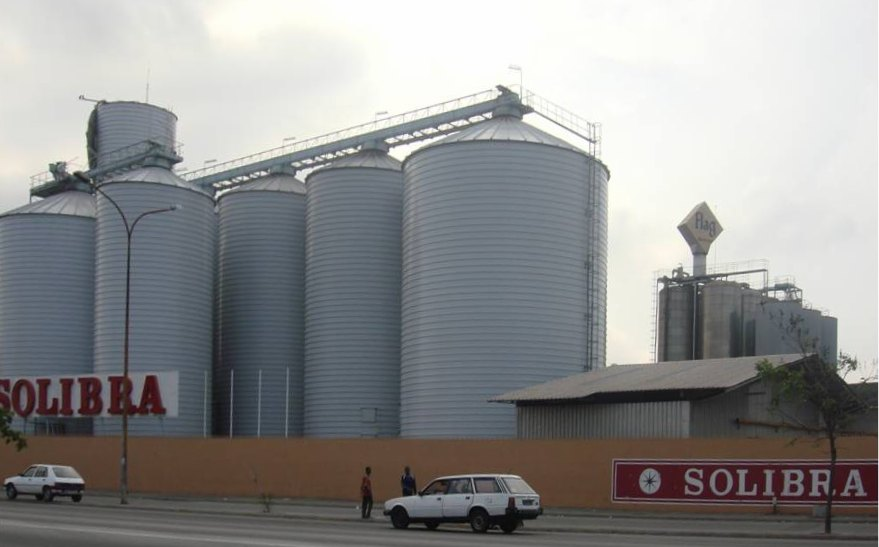
Brasserie Solibra à Abidjan, Côte d'Ivoire

La Société de limonaderies et de boissons rafraîchissantes d'Afrique (SOLIBRA) est une société anonyme de droit ivoirien créée en 1955 sous l'appellation « Société de limonaderies et glaces d’Abidjan » (SOLIGLACE) et alors spécialisée dans la fabrication de boissons gazeuses et de glace. Elle prend son nom actuel en 1958 lorsqu’elle s’assure le concours de la société anonyme « Brasserie Artois » (plus importante brasserie de Belgique) et ouvre ses activités au marché de la bière en Côte d'Ivoire.
Depuis 1994, la Société de limonaderies et de boissons rafraîchissantes d'Afrique a été rachetée par le groupe BGI (Brasseries et glacières internationales, filiale du Groupe Castel).
La Solibra, qui a un capital de 4 110 000 000 FCFA au 31 décembre 2004, est cotée à la bourse régionale des valeurs mobilières d'Abidjan (BRVM) où elle a obtenu le 3e prix Palmes BRVM de l’édition 2006.

## Histoire
La naissance et l’évolution de la Solibra résultent d’une double approche caractérisée d'une part, par la volonté d’exploiter un marché neuf, et d'autre part, par l’intégration tacite à une stratégie de globalisation.

### Une volonté d’exploiter un marché neuf
En 1955, le contexte sociopolitique est apaisé en Côte d’Ivoire et contraste de ce fait avec la situation trouble vécue par certaines colonies françaises en Afrique (Algérie, Maroc). Ce cadre serein bénéficie en réalité des résultats d’une politique de coopération que les dirigeants ivoiriens développent depuis 1951 avec le gouvernement français. Un tel environnement de quiétude favorise le démarrage d’une initiative commerciale attribuée à une famille d’origine française vivant en Côte d’Ivoire (la « famille Dailland ») : la création puis le développement de la Société de limonaderies et glaces d’Abidjan (Soliglace). Il s’agit en fait, de se positionner et d’exploiter le marché totalement neuf de boissons gazeuses (soda) et de glace à Abidjan. Soliglace dont la vocation essentielle est la fabrication et la vente de ces produits découvre bien vite, à la modeste échelle de la cité urbaine d'Abidjan, l’immensité d'un marché qui s'étend à toute la Côte d'Ivoire et qui demeure également vierge s’agissant de la production et de la vente de bière.
La « famille Dailland » décide alors de renforcer sa présence sur ce marché. Celui-ci prend de l’ampleur en quelques années. Soliglace étend alors ses activités, en 1958, au marché de la bière en Côte d'Ivoire. Pour ce faire, l’entreprise s’assure le concours de la société anonyme « Brasserie Artois », une entreprise belge du XIVe siècle (1366) acquise au début du XVIIIe siècle (1717) par Sébastien Artois et renforcée en 1954 par la reprise en Belgique de la Brasserie Leffe.
La Société de limonaderies et de boissons rafraîchissantes  d'Afrique (Solibra) bénéficiant de ce précieux concours prend alors son nom actuel. En 1988, la société anonyme Brasserie Artois devenue Stella Artois ainsi que Piedbœuf fusionnent et forment le Groupe Interbrew (aujourd’hui InBev) que plusieurs brasseries belges rejoignent avant leur conquête de l’Europe de l'Est, du Canada et des Amériques.

### L’intégration tacite à une stratégie de globalisation
La Société de lLmonaderies et de boissons rafraîchissantes  d'Afrique se trouve, pour sa part, confrontée à un marché dont les frontières transcendent de plus en plus le cadre géographique de la seule Côte d’Ivoire pour s’étendre aux grands espaces sous-régionaux de l'Afrique francophone. Il s'agit de l’Union économique et monétaire ouest-africaine (UEMOA) constituée par le Bénin, le Burkina Faso, la Côte d'Ivoire, la Guinée-Bissau, le Mali, le Niger, le Sénégal et le Togo mais également de la Communauté économique et monétaire de l'Afrique centrale (CEMAC) constituée par le Cameroun, le Congo, le Gabon, la Guinée équatoriale, la République centrafricaine et le Tchad. Ces espaces se présentent comme des territoires d'un seul tenant, ont l’usage d’une même langue nationale (le français), utilisent une même monnaie (le FCFA), disposent chacun d'une banque centrale (la BCEAO et la BEAC), et présentent une certaine homogénéité économique et socioculturelle. Sur ces espaces, la société des Brasseries et glacières internationales (BGI), productrice de bières et de boissons gazeuses née en Indochine depuis plus d'un siècle, tente d'asseoir sa suprématie.
Lorsque le Groupe Castel rachète en 1990, les Brasseries et glacières internationales, il s'impose définitivement comme le leader de la bière et des boissons gazeuses en Afrique.
Le Groupe Castel dont dépend aujourd'hui[Quand ?] la Solibra présente sa politique de gestion des marques de bière comme étant basée sur une segmentation complète des marchés pays par pays mais l'on peut[Qui ?] constater également une option supranationale empruntant une double démarche de segmentation stratégique[Quoi ?] visant d’une part, à conforter la position des BGI dans tous les pays concernés sur leurs métiers traditionnels (boissons gazeuses et bières), et d’autre part, à regrouper leurs marchés nationaux d'Afrique en harmonisant leur exploitation. La Solibra se retrouve tacitement intégrée à cette dynamique qui semble s'inscrire[réf. nécessaire] dans la stratégie de globalisation du Groupe Castel.

## Développement

### Déploiement territorial
La Société de limonaderies et de boissons rafraîchissantes  d'Afrique ayant son siège à Abidjan en zone 3, rue du Canal, se caractérise au plan de la production de bière, par deux importantes brasseries en Côte d’Ivoire :
- Solibra Abidjan ayant une capacité de brassage de 5 000 hectolitres par jour et qui fabrique six marques de bières différentes : Bock, Flag, Castel, Tuborg, Guinness, Malta[7] ;
- Solibra Bouaflé situé à l’intérieur du pays, dans la région du centre-ouest, ayant une capacité de brassage de 550 000 hectolitres par an et qui produit trois marques distinctes de bières : Bock, Flag, Guinness. L’automatisation de la brasserie de Bouaflé est complétée par un système de gestion informatisée des stocks de matières premières (malt, maïs) capable de traiter et de conserver 1 370 tonnes[8].

Ce dispositif technique permet à Solibra de couvrir par sa production, les 322 000 km2 du territoire ivoirien.

### Indicateurs financiers et boursiers

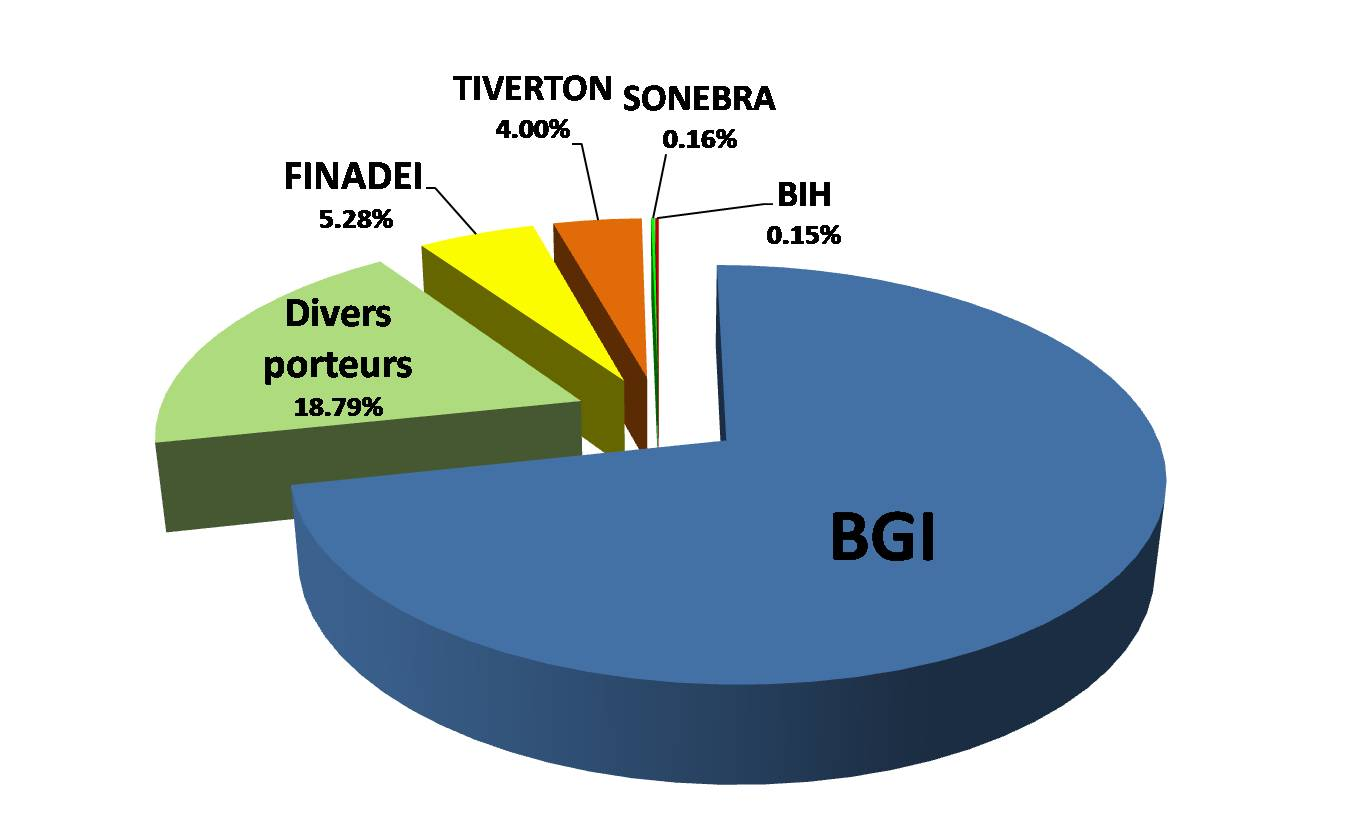
Composition du capital au 31 décembre 2005.

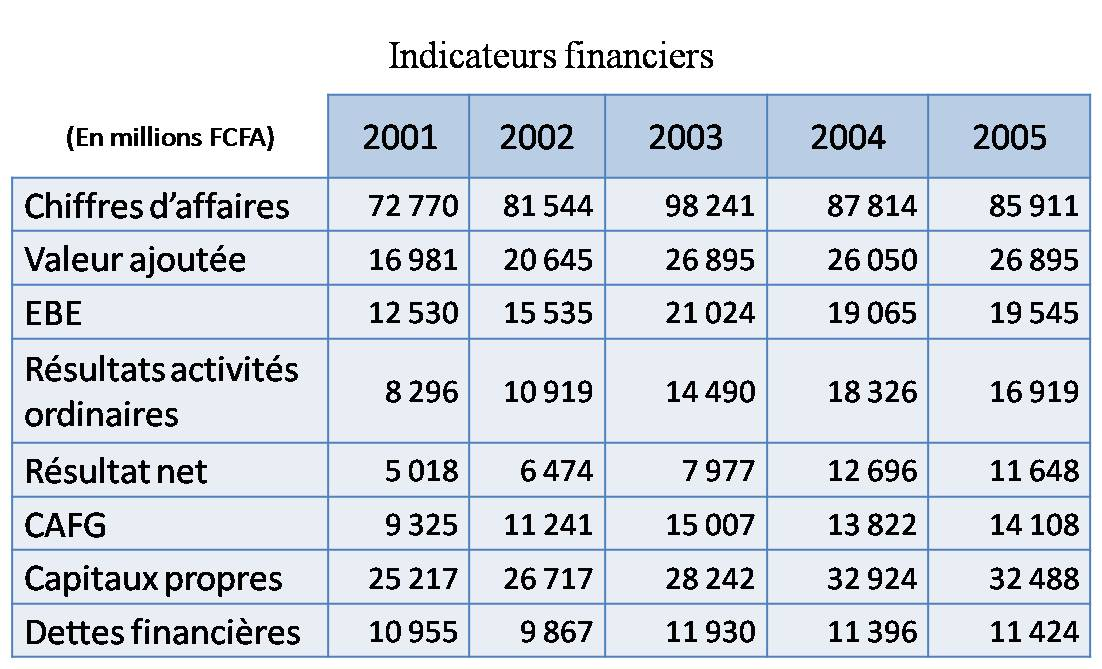
Indicateurs financiers au 31 décembre 2005.

Le capital de Solibra est detenu, pour l'essentiel, par le groupe Brasseries et glacières internationales (2 943 760 000 FCFA) soit 71,62 % des parts. Les sociétes FINADEI (216 970 000 FCFA) soit 5,25 %, TIVERTON (164 400 000 FCFA) soit 4 %, SONEBRA (6 410 000 FCFA) soit 0,16 %, BIH (6 070 000 FCFA) soit 0,15 % ainsi que divers autres porteurs (772 470 000 FCFA) soit 18,79 %, se répartissent le reste des parts.
Le 16 septembre 1998, le titre Solibra est inscrit à la cote de la bourse régionale des valeurs mobilières (BRVM) d'Abidjan, au premier compartiment du marché des actions avec un cours de 118 000 FCFA. Ce titre appartient au secteur de l'industrie de la cote de la BRVM. La part du titre Solibra dans les transactions du marché des actions s'est oscillé autour de 1 %. Le titre a occupé, pour le volume des transactions, la valeur de celles-ci et leur nombre, des rangs compris entre la 20e et la 36e place.

### Évolution de l’activité
De 2001 à 2005, l'activité de Solibra a connu une évolution globale notable avec une progression significative du chiffre d'affaires, de la valeur ajoutée, de ses résultats et de ses capitaux propres. D'une manière générale cependant, les dernières années étudiées présentent une tendance à la baisse de plusieurs indicateurs.
En 2005, le chiffre d'affaires est de 85 911 000 FCFA contre 87 814 000 FCFA l'année précédente, soit une baisse de 2,17 %. La valeur ajoutée et l'excédent brut d'exploitation ont, en revanche, connu une hausse respective de 3,24 % et 2,52 % en dépit de charges de personnel évaluées à 5,22 %.
Il est également à noter une hausse des charges financières de l'ordre de 157,98 %, qui a fait régresser de 6,82 % (16 919 000 FCFA contre 18 326 000 FCFA) le résultat des activités ordinaires, et en conséquence le résultat net de 8,26 % (11 648 000 FCFA).

## Marché

### Caractéristiques
Cette section ne s'appuie pas, ou pas assez, sur des sources secondaires ou tertiaires indépendantes du sujet. Le texte peut contenir des analyses inexactes ou inédites de sources primaires.
Pour l'améliorer, ajoutez-en, ou placez des modèles {{Source secondaire souhaitée}} ou {{Source secondaire nécessaire}} sur les passages mal sourcés. (janvier 2022)
Le marché des boissons alcoolisées en Côte d'Ivoire est un marché de produits d'importation hormis pour ce qui se rapporte aux bières qui sont produites quasi exclusivement au niveau local.
Ces dernières tendent désormais à supplanter tous les autres produits du fait de leur prix attractif et de la baisse continue depuis plusieurs années du pouvoir d'achat du consommateur ivoirien.
Il est à signaler la part croissante dans la consommation des alcools et bières de fabrication artisanale, au détriment de tout autre produit.
La présence sur le marché de jus de fruits fabriqués par des entreprises locales et d’eau minérale est également à noter en ce qui concerne les boissons non alcoolisées.
Le mode de consommation en Côte d'Ivoire est en majeure partie sous une forte influence française. Ainsi, dans le choix des vins, ceux d'origine française sont préférés aux autres, et ce, notamment dans la gamme des vins rouges. Il reste cependant vrai que, dans le secteur des blancs, ce sont les vins en provenance d'Afrique du Sud qui dominent le marché.
S’agissant des vins dits de « bas de gamme », car importés le plus souvent en vrac (plus de 200 000 hl par an) et embouteillés sur place par Solibra, ils trouvent une clientèle fidèle et croissante dans les populations rurale et urbaine à revenu modeste. Leur prix chez les détaillants variant entre 1,52 € et 2,29 € la bouteille de 75 cL et 1 L et constituent de ce fait un créneau à exploiter.

### Offre
Il importe[pourquoi ?] de distinguer trois types d’offres : l’offre de boissons alcoolisées, l’offre de boissons non alcoolisée et l’offre de la concurrence.

#### Boissons alcoolisées
La Solibra détient la totalité du marché formel de la production locale de bière au travers de ses marques et domine le marché de la bière en Côte d’Ivoire[Quand ?]. Dans ce domaine, la société présente une offre relativement diversifiée. Il s’agit d'abord de la Flag Spéciale, une bière blonde dont la composition aurait été mise au point en 1973 par des cadres des Brasseries du Maroc. Cette marque, également produite à Lomé au Togo par la Brasserie BB, est bien connue et appréciée en Afrique de l’Ouest, notamment au Sénégal, Togo, Bénin, Mali, Burkina Faso.
La Solibra produit aussi Tuborg, une bière blonde créée au Danemark (Copenhague) en 1873, Guinness, cette bière brune presque noire d’origine irlandaise (Dublin) également brassée au Cameroun, Castel, ainsi que des marques plus locales, en l'occurrence Bock Solibra, Solibra Export et Gintonic.

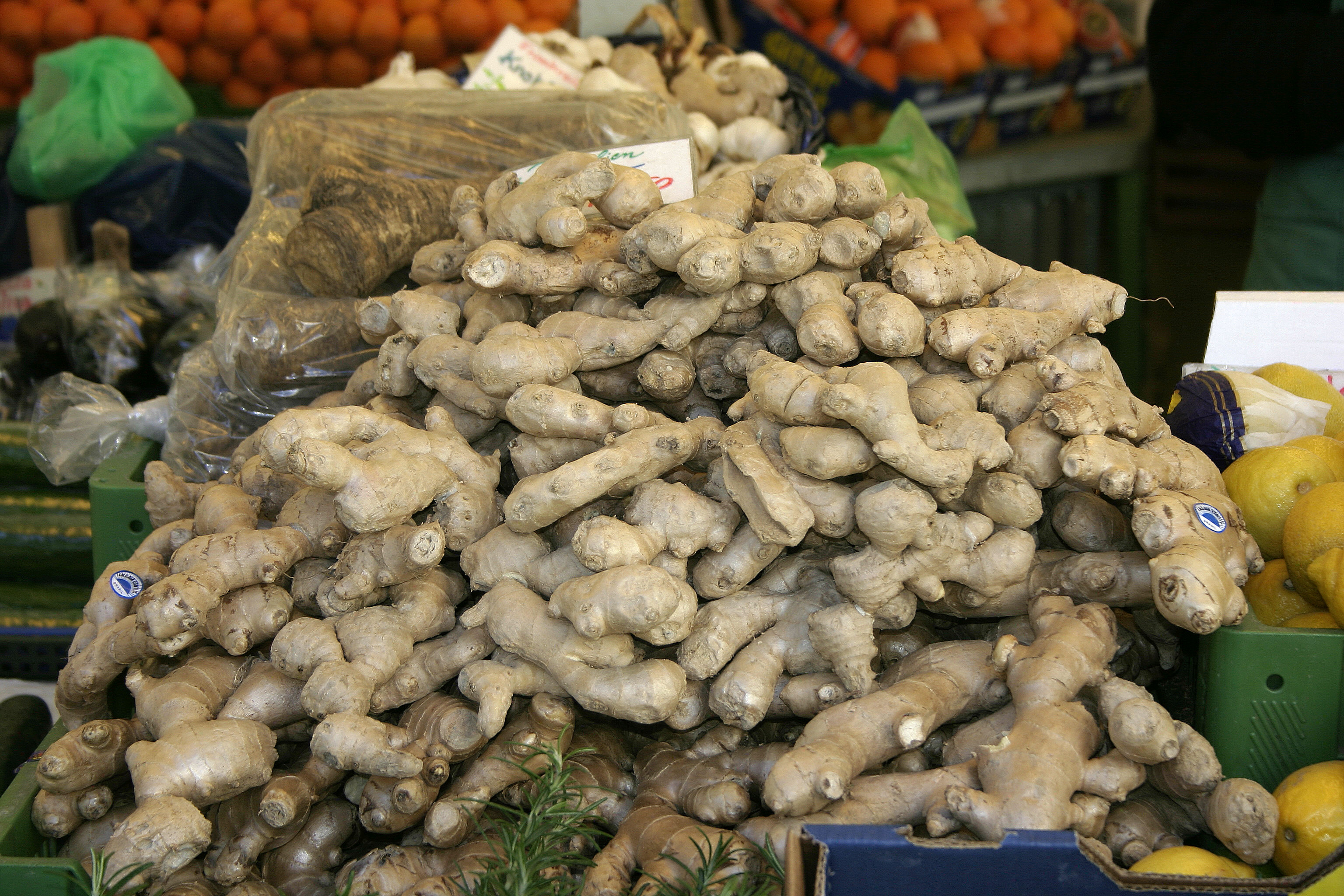
Le gingembre sert à produire une boisson sucrée non alcoolisée assez prisée au plan local.

#### Boissons non alcoolisées
Dans son éventail des boissons non alcoolisées, la Solibra présente une offre constituée d’une part de boissons sucrées et, d’autre part, d'eau minérale.
La gamme de boissons sucrées offerte par la société est constituée des marques produites et distribuée par la compagnie Coca-Cola. Solibra les met en bouteille grâce à une franchise qu’elle détient[réf. souhaitée]. Il s’agit de Coca-Cola, Fanta et Sprite. La société produit et distribue également Orangina ainsi que Ok Tip Top, une marque plus locale.
Un seul produit d’eau minérale est fournie par Solibra : la marque Awa.

#### Concurrence
Cette section ne s'appuie pas, ou pas assez, sur des sources secondaires ou tertiaires indépendantes du sujet. Le texte peut contenir des analyses inexactes ou inédites de sources primaires.
Pour l'améliorer, ajoutez-en, ou placez des modèles {{Source secondaire souhaitée}} ou {{Source secondaire nécessaire}} sur les passages mal sourcés. (janvier 2022)
Le secteur informel ivoirien offre une variété de produits alcoolisés et non alcoolisés de fabrication artisanale. Ces boissons dont les prix au détail sont plus faibles que ceux proposés par les produits de Solibra se présentent comme une sérieuse proposition alternative et constituent de ce fait, une véritable concurrence pour Solibra.
La bière à base de céréales (dolo ou Tchapalo) ainsi que le vin blanc (Bandji), et l’alcool à base de sucre (Koutoukou) se distinguent particulièrement à côté des nombreux jus de fruits (jus d’orange, jus de citron, jus de gingembre, jus de bissap).
À côté des ménages du secteur informel, des groupes de fabrique s’illustrent de plus en plus avec divers produits à base de fruits (Top fruit, Fruitea, Fanpop) ou en présentant de l’eau minérale (la source, olgane).
La concurrence généralement d’ordre extérieur est cependant plus structurée pour le marché des boissons alcoolisées dominé par trois principaux importateurs :
- Sodirep (essentiellement des vins haut de gamme) ;
- Sovinci (principalement de l'importation de vins en vrac, ainsi qu'une activité d'embouteillage) ;
- Œnophile pour le compte du groupe Prosuma (toutes gammes confondues).

On recense[Qui ?] parallèlement quelques grossistes et revendeurs de produits importés et vendus un peu partout dans le pays. Concernant les vins dits « bas de gamme » (vins importés en vrac et reconditionnés), les deux plus importants opérateurs de la filière sont Sicodis 35 % du groupe Castel et Sovinci 65 % qui fait partie du groupe CFAO. Les produits importés en général sont les bières allemandes en cannette comme la Bavaria, Heineken, les vins français et du champagne[réf. souhaitée].

### Demande

#### Locale

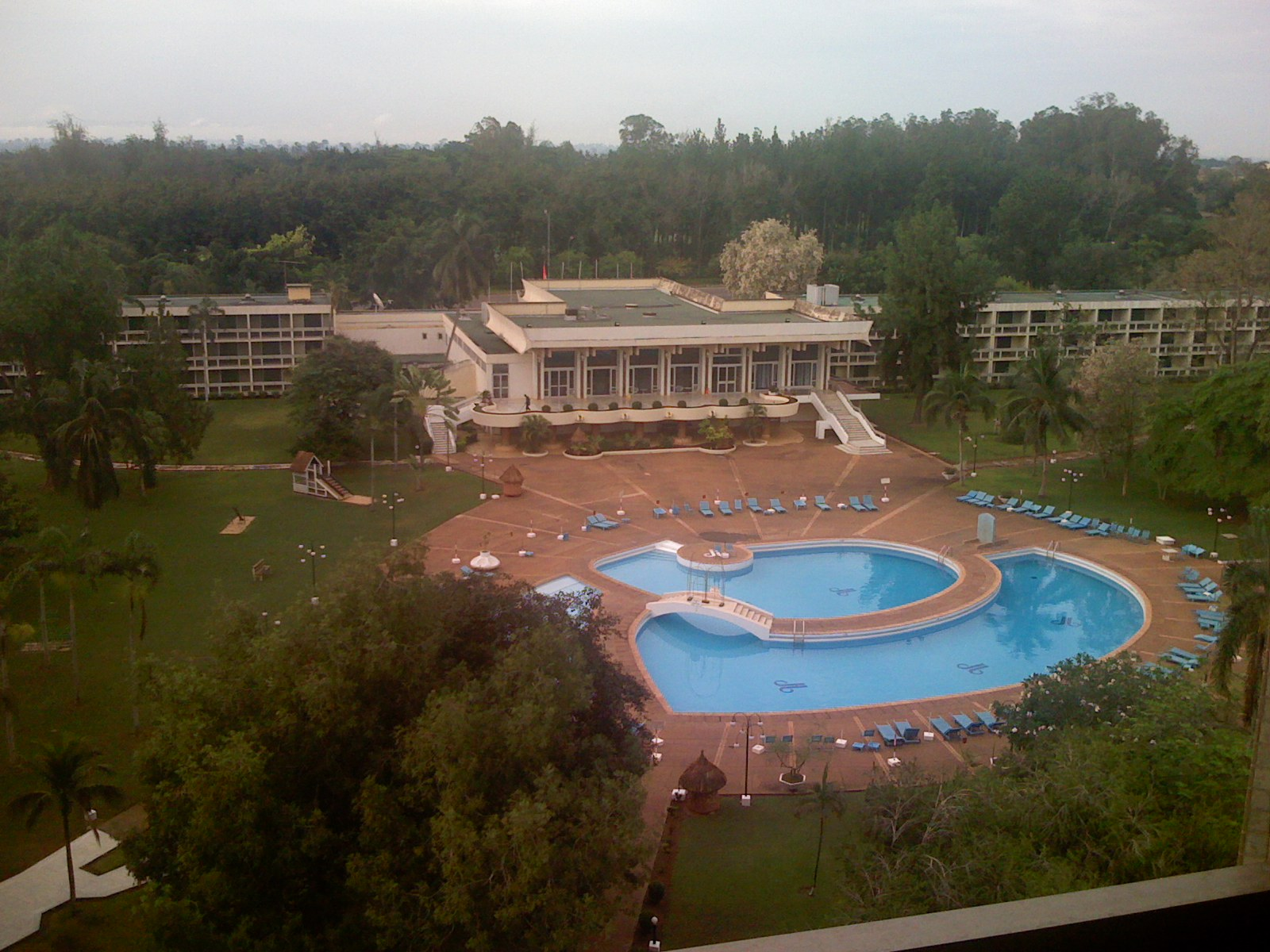
Les cafés-hôtels-restaurants sont en chute dans leur activité en Côte d'Ivoire.

Le consommateur local est devenu sensible au prix et exigeant amenant parfois les dirigeants de l'entreprise à s'expliquer sur les raisons des réajustements effectués dans ce domaine.
La consommation totale ivoirienne de bière, la demande en vins et spiritueux en général ainsi que celle concernant les vins haut de gamme ne cessent de baisser progressivement depuis 1999 en raison de la crise économique et de ses répercussions sur le pouvoir d’achat des populations dont la principale source de revenu est le cacao et le café, qui ont connu une dégradation de leurs cours sur le marché international.
En effet, les prix mondiaux du café qui se sont effondrés en 1992 pour atteindre, selon certains observateurs, leur niveau le plus bas depuis 1929, ne se sont plus véritablement relevés. Une évolution défavorable a pu également être constatée pour le cacao. Or, la Côte d'Ivoire fournit plus de 40 % de la production mondiale de cacao avec plus de 1,1 million de tonnes de fèves[Quand ?]. Ce produit assure en moyenne 35 % de la valeur totale des exportations ivoiriennes demeure la principale ressource économique du pays en permettant des recettes évaluées à environ sept cent cinquante milliards de francs CFA (750 milliards FCFA) par an et la filière emploie à peu près 3 à 4 millions de personnes (producteurs, pisteurs, traitants, coopératives, exportateurs et transformateurs locaux) qui sont également des clients potentiels ou réels de Solibra.
De même les cafés-hôtels-restaurants (CHR) qui représentent plus de 20 % du marché de la distribution sont en chute dans leur activité[Quand ?], car plusieurs hôtels et restaurants ont fermé et l’on a assisté[Qui ?] au départ de nombreux expatriés et d'une population au pouvoir d'achat élevé.
La production de bière était estimée à 1 017 549 hl, pour une consommation par habitant de 6,36 l contre 10 l en 1997. En raison de la bonne qualité des bières produites localement, les importations sont limitées[réf. souhaitée].
Bien que ce marché se caractérise par une baisse régulière de la consommation, la Côte d'Ivoire reste l'un des principaux marchés de l'Afrique sub-saharienne pour les exportateurs étrangers dont le chiffre d'affaires annuel avoisine 5,5 milliards de FCFA[Quand ?].

#### Extérieure
Solibra dispose d’une demande extérieure à la Côte d’Ivoire, mais qui se limite en majeure partie à la sous-région de l'Afrique de l'Ouest (Mali, Burkina Faso). Cette demande extérieure s'inscrit dans une tendance baissière globale de 8,81 % depuis l'année 2003 qui peut s'expliquer par la partition du pays depuis cette date. Toutefois, le secteur des industries de boissons résiste à une forte concurrence de produits importés du Proche-Orient principalement.

### Milieu
- Si vous ne connaissez pas le sujet, laissez ce bandeau (vous pouvez alors contacter les auteurs).
- Si vous supprimez le contenu mis en cause (vous pouvez préalablement contacter les auteurs),

argumentez précisément cette suppression dans la page de discussion
(un manque de référence n'est pas un argument ; une recherche réelle de référence doit avoir été effectuée, être formellement documentée).

#### Cibles
Toute la population constitue a priori la cible générale dont le cœur varie selon qu’il s’agisse de boissons alcoolisées ou de boissons non alcoolisées.
Les boissons alcoolisées concernent d’une part, les jeunes de 18 à 35 ans pour les bières premiers prix et, d’autre part, les personnes de plus de 18 ans ayant un certain pouvoir d’achat en ce qui se rapporte aux boissons dites de luxe.
Les boissons non alcoolisées intéressent surtout des jeunes quoique le cœur de cible varie selon le positionnement de chaque boisson.

#### Motivations
Les motivations d’achat et de consommation sont de natures diverses, néanmoins certaines sont plus fréquentes :
les motivations hédonistes et d’auto expression constituent les orientations principales qui sous-tendent l’achat et la consommation des boissons de luxe. Il paraît convenable, pour une certaine catégorie sociale de Côte d'Ivoire, de consommer des boissons de luxe en raison même de leur prix élevé et de leur positionnement.
Pour leur part, les boissons alcoolisées de premiers prix justifient leur consommation en général à l’occasion de grandes manifestations de joie des consommateurs ou de grand rassemblement qui font croître de manière exponentielle les ventes.
En ce qui concerne la consommation de boisson non alcoolisée, elle est plutôt et surtout le fait de la soif, car en ce climat tropical la température peut atteindre les 39 °C et les consommateurs dans ces circonstances cherchent à étancher leur soif.

### Distribution
Cette section ne s'appuie pas, ou pas assez, sur des sources secondaires ou tertiaires indépendantes du sujet. Le texte peut contenir des analyses inexactes ou inédites de sources primaires.
Pour l'améliorer, ajoutez-en, ou placez des modèles {{Source secondaire souhaitée}} ou {{Source secondaire nécessaire}} sur les passages mal sourcés. (janvier 2022)

#### Acteurs
Trois principaux types d’acteurs veillent à acheminer les produits de Solibra chez le consommateur. Il s’agit du producteur, des grossistes et semi-grossistes et des détaillants.

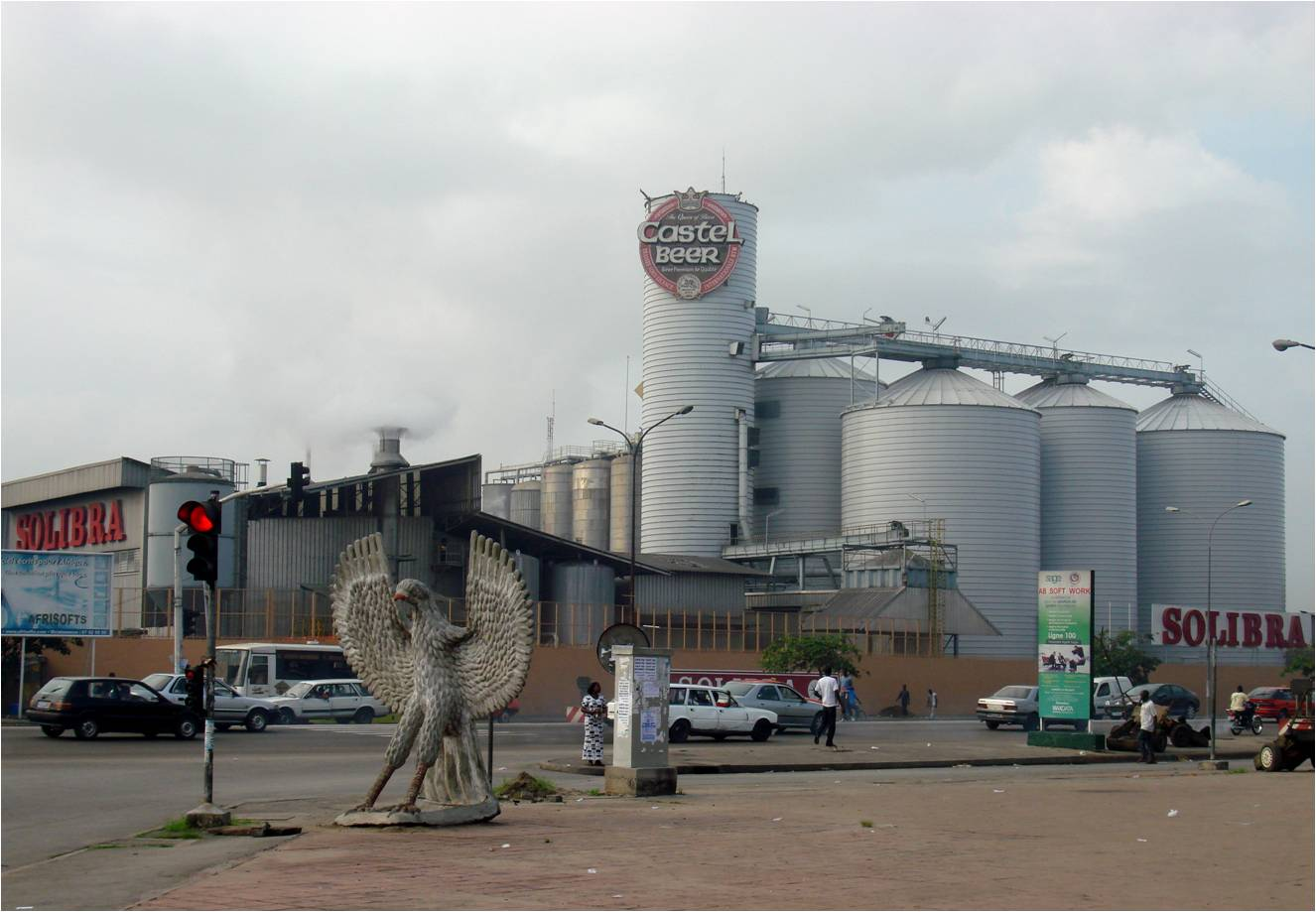
Solibra, producteur et distributeur majeur dans le système local.

Solibra, le producteur, fabrique les produits à commercialiser et les met à la disposition du marché au sein de ses propres magasins de stockages. Mais dans la plupart des cas, Solibra achemine également des commandes vers certains clients pour un meilleur service.
Les grossistes ou concessionnaires s’approvisionnent directement auprès de Solibra dans des quantités très grandes pour bénéficier de réduction. Ce sont ces concessionnaires qui servent les semi-grossistes ainsi que les différents maquis (restaurants populaires), les bars et restaurants des grands hôtels (d’Abidjan et des autres villes de la Côte d'Ivoire).
Les semi-grossistes quant à eux s’approvisionnent auprès des concessionnaires ou grossistes et vendent leur produit en gros et en demi-gros.
Les grossistes et semi-grossistes sont généralement des dépôts installés par l’entreprise dans des zones bien délimitées.
Les détaillants sont de plusieurs natures :
les supermarchés, hypermarchés et discounts s’approvisionnent selon leur importance chez le producteur, le grossiste ou le semi-grossiste. Les cafés-hôtels-restaurants (CHR) qui du fait de la guerre ont considérablement diminués en Côte d’Ivoire en nombre et en valeur. Ceux-ci s’approvisionnent également en fonction de leur importance et des avantages offerts.
Les détaillants traditionnels au nombre desquels les boutiques tenues par des ressortissants mauritaniens et les maquis, sont très nombreux et bien souvent méconnus du producteur.

#### Circuits
Les produits présentés par la Solibra sont distribués selon trois circuits différents : un circuit long constitué par un réseau de grossistes ou concessionnaires de la Solibra qui disposent chacun d’un ou plusieurs dépôts de vente et rayonnent sur une zone géographique bien délimitée par l’entreprise. Ces concessionnaires servent à leur tour des semi-grossistes ainsi que différents restaurants et bars d'Abidjan et des autres villes de la Côte d'Ivoire ; un circuit court qui concerne l'approvisionnement par la Solibra des commerces de quartiers spécialisés dans la vente au détail ; un circuit intermédiaire qui est l’apanage de deux centrales d'achats, Sodispam et Prosuma, qui se chargent de la livraison de leurs principales enseignes.

## Social

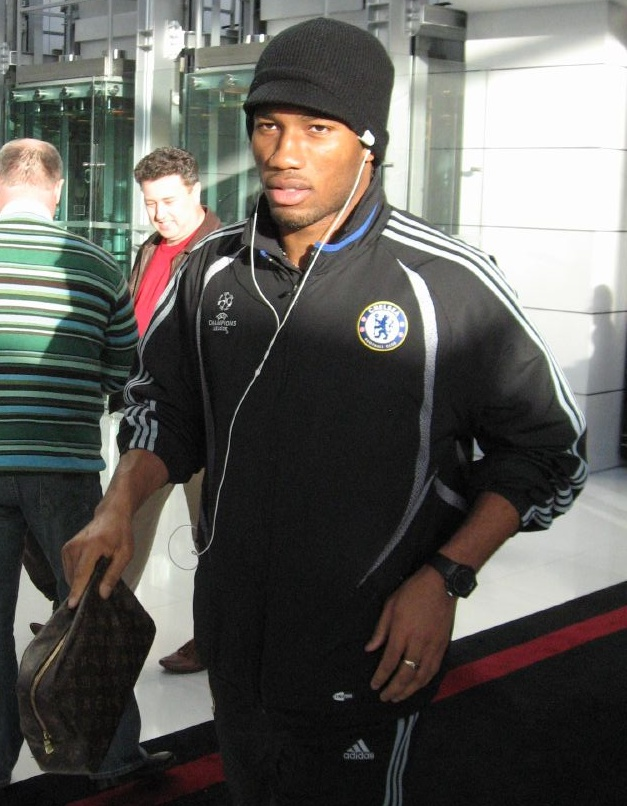
La bière Bock de Solibra est surnommée « Drogba », du nom du footballeur ivoirien.

### Littérature
L’histoire de Aya de Yopougon, une bande dessinée qui a remporté le prix du premier album au festival d'Angoulême 2006, publiée en trois albums et quatre éditions, a fait apparaitre la Société de limonaderies et de boissons rafraîchissantes  d'Afrique dans la littérature avec l’un de ses principaux personnages, Sissoko, patron de Solibra.
Mais l’on retrouve également la Solibra, de manière moins médiatisée, dans Les Belles Histoires de John : histoire de Tchekroba.

### Sport
Aujourd’hui, en Côte d’Ivoire, la bière Bock de Solibra est surnommée « Drogba »[réf. souhaitée], du nom du célèbre footballeur ivoirien, attaquant du club turc de Galatasaray, champion d’Angleterre et vainqueur de la Coupe de la Ligue 2005. L’imagerie populaire admet que c’est la boisson favorite du joueur lorsqu’il se rend en vacances dans son pays. Pour certains observateurs, il s'agit d'une approche marketing qui associe avantageusement la bière au football, sport très prisé sur le continent africain.

### Faits divers
Le relatif succès de Solibra à l'échelon local dans un contexte économique difficile marqué par une lente sortie de crise militaro-politique en Côte d'Ivoire, expose les entreprises d'une telle envergure à la convoitise d'un banditisme assez audacieux ayant des ramifications jusque dans la sous-région de l'Afrique de l'Ouest.

## Personnalités liées
- Aissatou Baldé, ministre guinéen et ancienne directrice financière de SOLIBRA entre mars 2003 à octobre 2004.